# Betty White
Betty Marion White Ludden (ngày 17 tháng 1 năm 1922 – ngày 31 tháng 12 năm 2021), còn được biết tới bằng nghệ danh Betty White, là một nữ diễn viên, nhà hoạt động quyền động vật, nhà văn, nghệ sĩ hài, chủ trì phát thanh, ca sĩ và nghệ sĩ truyền hình người Mỹ. Được xem là nhà tiên phong trong lĩnh vực truyền hình, White còn là một trong số những người phụ nữ đầu tiên tham gia công việc cả trước và sau máy ghi hình; người phụ nữ đầu tiên sản xuất thể loại hài kịch tình huống, giúp bà nhận danh hiệu "Thị trưởng của Hollywood" năm 1955.
Bà nổi tiếng nhờ vai diễn giành giải Emmy Sue Ann Nivens trong chương trình The Mary Tyler Moore Show (1973–77) và Rose Nylund trong The Golden Girls (1985–92). Nghiệp đoàn Tác giả Hoa Kỳ liệt cả hai chương trình này vào danh sách "101 kịch bản truyền hình hay nhất". Thường xuyên tham gia nhiều trò chơi truyền hình như Password, Match Game và The $25,000 Pyramid, White được vinh danh là 'Quý bà đệ nhất của trò chơi truyền hình' và là người phụ nữ đầu tiên thắng giải Emmy cho "Chủ trì trò chơi truyền hình nổi bật" năm 1982 cho đóng góp trong Just Men!. Từ năm 2010 đến 2015, bà vào vai Elka Ostrovsky trong loạt phim Hot in Cleveland của đài TV Land, giúp bà giành hai đề cử liên tiếp cho Giải thưởng của Nghiệp đoàn Diễn viên Màn ảnh và giải Emmy.
Trong sự nghiệp kéo dài hơn 75 năm, bà đã giành 7 giải Emmy, 3 giải hài kịch Mỹ, 3 giải thưởng của Nghiệp đoàn Diễn viên Màn ảnh và một giải Grammy. Bà còn sở hữu một ngôi sao trên Đại lộ danh vọng Hollywood, bổ nhiệm vào Đại lộ Danh vọng truyền hình (năm 1995) và giải Disney huyền thoại (2009). Năm 2013, Sách Kỷ lục Guinness công nhận White là nhà giải trí nữ có sự nghiệp truyền hình dài nhất.

## Sự nghiệp diễn xuất

### Điện ảnh
| Năm  | Tựa đề                                                    | Vai                    | Ghi chú       |
| ---- | --------------------------------------------------------- | ---------------------- | ------------- |
| 1945 | Time to Kill                                              | Lou's Girl             | Phim ngắn     |
| 1962 | Advise & Consent                                          | Senator Bessie Adams   |               |
| 1971 | Vanished                                                  | Hostess                |               |
| 1980 | The Hollywood Knights                                     | Chính bà               |               |
| 1986 | Big City Comedy                                           | Chính bà               |               |
| 1996 | The Story of Santa Claus                                  | Gretchen Claus         | Lồng tiếng    |
| 1998 | Hard Rain                                                 | Doreen Sears           |               |
| 1998 | Dennis the Menace Strikes Again                           | Martha Wilson          |               |
| 1998 | Holy Man                                                  | Chính bà               |               |
| 1999 | Lake Placid                                               | Mrs. Delores Bickerman |               |
| 1999 | The Story of Us                                           | Lillian Jordan         |               |
| 2000 | Whispers: An Elephant's Tale                              | Round                  | Lồng tiếng    |
| 2000 | Tom Sawyer                                                | Aunt Polly             | Lồng tiếng    |
| 2001 | The Retrievers                                            | Mrs. Krisper           |               |
| 2001 | The Wild Thornberrys: The Origin of Donnie                | Grandma Sophie         | Lồng tiếng    |
| 2003 | Bringing Down the House                                   | Mrs. Kline             |               |
| 2003 | Return to the Batcave: The Misadventures of Adam and Burt | Cameo                  |               |
| 2005 | The Third Wish                                            | Lettie                 |               |
| 2006 | Where's Marty?                                            | Chính bà               |               |
| 2007 | Your Mommy Kills Animals                                  | Chính bà               | Phim tài liệu |
| 2007 | In Search of Puppy Love                                   | Chính bà               | Phim tài liệu |
| 2008 | Ponyo                                                     | Yoshie                 | Lồng tiếng    |
| 2009 | Love N' Dancing                                           | Irene                  |               |
| 2009 | The Proposal                                              | Grandma Annie          |               |
| 2009 | Part Two: The Warm Mission                                | Betty                  | Phim ngắn     |
| 2010 | You Again                                                 | Grandma Bunny          |               |
| 2010 | Prep & Landing: Operation: Secret Santa                   | Mrs. Claus             | Lồng tiếng    |
| 2011 | Betty White: Champion for Animals                         | Chính bà               | Phim tài liệu |
| 2012 | The Lorax                                                 | Grammy Norma           | Lồng tiếng    |
| 2013 | Letters to Jackie: Remembering President Kennedy          | Narrator               | Phim tài liệu |
| 2013 | Betty White Goes Wild                                     | Chính bà               | Phim tài liệu |

### Truyền hình
| Năm                | Tựa đề                                                | Vai                                  | Ghi chú                                                                         |
| ------------------ | ----------------------------------------------------- | ------------------------------------ | ------------------------------------------------------------------------------- |
| 1949–50            | Hollywood on Television                               | Chính bà                             |                                                                                 |
| 1952               | The Eddie Albert Show                                 | Chính bà                             |                                                                                 |
| 1953–55            | Life with Elizabeth                                   | Elizabeth                            | Vai chính, 65 tập                                                               |
| 1954               | The Betty White Show                                  | Chính bà                             | Từ ngày 8 tháng 2 đến ngày 31 tháng 12 năm 1954                                 |
| 1955–56            | What's My Line?                                       | Chính bà                             | 8 tập                                                                           |
| 1956               | The Millionaire                                       | Virginia Lennart                     | Tập: "Millionaire Virginia Lennart"                                             |
| 1957–58            | Date with the Angels                                  | Vickie Angel                         | Vai chính, 33 tập                                                               |
| 1958               | The Betty White Show                                  | Chính bà                             | Vai chính, 14 tập                                                               |
| 1958–62            | The Jack Paar Show                                    | Chính bà                             | Vai phụ, 36 tập                                                                 |
| 1958–2001 2016–nay | To Tell the Truth                                     | Chính bà                             | Trên CBS (Collyer), NBC (Moore) và ABC (Anderson). Tham gia chính thức từ 2016. |
| 1961–2008          | (Super) (Million Dollar) Password (All Stars), (Plus) | Chính bà                             | Xuất hiện ở tất cả các phiên bản của chương trình                               |
| 1962               | The United States Steel Hour                          |                                      | Tập: "Scene of the Crime"                                                       |
| 1963–82, 1991      | Match Game                                            | Chính bà                             | Vai phụ, xuất hiện ở 3 phiên bản đầu tiên của chương trình                      |
| 1963–75            | You Don't Say!                                        | Chính bà                             | Vai chính, 10 tập                                                               |
| 1968               | That's Life                                           |                                      | Tập: "Buying a House"                                                           |
| 1969               | Petticoat Junction                                    | Adelle Colby                         | Tập: "The Cannonball Bookmobile"                                                |
| 1971               | The Pet Set                                           | Chính bà                             | Vai phụ, 31 tập                                                                 |
| 1972               | O'Hara, U.S. Treasury                                 | Chính bà                             | Tập: "Operation: Lady Luck"                                                     |
| 1972               | The Odd Couple                                        | Chính bà                             | Tập: "Password"                                                                 |
| 1973–77            | The Mary Tyler Moore Show                             | Sue Ann Nivens                       | Dàn diễn viên chính, 46 tập                                                     |
| 1975               | Lucas Tanner                                          | Lydia Merrick                        | Tập: "The Noise of a Quiet Weekend"                                             |
| 1975               | Ellery Queen                                          | Louise Demery                        | Tập: "The Adventure of Miss Aggie's Farewell Performance"                       |
| 1975               | The Carol Burnett Show                                | Various                              | Vai phụ, 3 tập                                                                  |
| 1976–77            | The Sonny and Cher Show                               | Chính bà                             | Khách mời, 2 tập                                                                |
| 1976–79            | Liar's Club Game Show                                 | Chính bà                             | Vai phụ, 48 tập                                                                 |
| 1977–78            | The Betty White Show                                  | Joyce Whitman                        | Vai chính, 14 tập                                                               |
| 1978               | The Hanna-Barbera Happy Hour                          | Voice Teacher                        | 1 tập                                                                           |
| 1978               | With This Ring                                        | Evelyn Harris                        | Phim truyền hình                                                                |
| 1979               | The Best Place to Be                                  | Sally Cantrell                       | Phim truyền hình                                                                |
| 1979               | Before and After                                      | Anita                                | Phim truyền hình                                                                |
| 1980               | The Gossip Columnist                                  | Chính bà                             | Phim truyền hình                                                                |
| 1980               | The Love Boat                                         | Various                              | Khách mời, 5 tập                                                                |
| 1981               | Best of the West                                      |                                      | Tập: "Mail Order Bride"                                                         |
| 1982               | Eunice                                                | Ellen                                | Phim truyền hình                                                                |
| 1982               | The $25,000 Pyramid                                   | Chính bà                             | Vai phụ, 85 tập                                                                 |
| 1982               | Love, Sidney                                          | Charlotte                            | Tập: "Charlotte's Web"                                                          |
| 1983               | Just Men!                                             | Chính bà                             | Vai chính, 65 tập                                                               |
| 1983               | Fame                                                  | Catherine                            | Tập: "Sunshine Again"                                                           |
| 1983               | Mama's Family                                         | Ellen Harper Jackson                 | Vai phụ, 15 tập                                                                 |
| 1984               | Hotel                                                 | Wilma Klein                          | Tập: "Outsiders"                                                                |
| 1985               | St. Elsewhere                                         | Capt. Gloria Neal                    | 2 tập                                                                           |
| 1985               | Who's the Boss?                                       | Bobby Barnes                         | 2 tập                                                                           |
| 1985–92            | The Golden Girls                                      | Rose Nylund                          | Vai chính, 177 tập                                                              |
| 1987               | Alf Loves a Mystery                                   | Aunt Harriet                         | Phim truyền hình                                                                |
| 1988               | Santa Barbara                                         | Cameo                                | Khách mời, 3 tập                                                                |
| 1988               | Another World                                         | Brenda Barlowe                       | Khách mời đặc biệt                                                              |
| 1989–92            | Empty Nest                                            | Rose Nylund                          | Khách mời, 3 tập                                                                |
| 1990               | Carol & Company                                       | Trisha Durant                        | Tập: "Trisha Springs Eternal"                                                   |
| 1991               | Chance of a Lifetime                                  | Evelyn Eglin                         | Phim truyền hình                                                                |
| 1991               | Nurses                                                | Rose Nylund                          | Tập: "Begone with the Wind"                                                     |
| 1993               | The Golden Palace                                     | Rose Nylund                          | Vai chính, 24 tập                                                               |
| 1993               | Bob                                                   | Sylvia Schmidt                       | Vai chính, 8 tập                                                                |
| 1994               | Diagnosis Murder                                      | Dora Sloan                           | Tập: "Death by Extermination"                                                   |
| 1995               | The Naked Truth                                       | Chính bà                             | 2 tập                                                                           |
| 1995               | Maybe This Time                                       | Shirley Wallace                      | Vai chính, 18 tập                                                               |
| 1996               | A Weekend in the Country                              | Martha                               | Phim truyền hình                                                                |
| 1996               | Suddenly Susan                                        | Midge Haber                          | Tập: "Golden Girl Friday"                                                       |
| 1998               | The Lionhearts                                        | Dorothy (lồng tiếng)                 | 5 tập                                                                           |
| 1998               | L.A. Doctors                                          | Mrs. Brooks                          | Tập: "Leap of Faith"                                                            |
| 1999               | Hercules                                              | Hestia (lồng tiếng)                  | Tập: "Hercules and the Tiff on Olympus"                                         |
| 1999               | Ally McBeal                                           | Dr. Shirley Flott                    | Tập: "Seeing Green"                                                             |
| 1999               | Ladies Man                                            | Mitzi Stiles                         | Vai chính, 30 tập                                                               |
| 1999               | King of the Hill                                      | Dorothy / Ellen / Delia (lồng tiếng) | Khách mời, 3 tập                                                                |
| 2000               | The Wild Thornberrys                                  | Sophie Hunter (lồng tiếng)           | 3 tập                                                                           |
| 2000               | Intimate Portrait: Betty White                        | Chính bà                             |                                                                                 |
| 2001               | The Ellen Show                                        | Connie Gibson                        | Tập: "Missing the Bus"                                                          |
| 2002               | Teacher's Pet                                         | Granny (lồng tiếng)                  | Tập: "The Turkey That Came for Dinner"                                          |
| 2002               | Yes, Dear                                             | Sylvia                               | Tập: "Kim's New Nanny"                                                          |
| 2002               | Providence                                            | Julianna                             | Tập: "The Heart of the Matter"                                                  |
| 2002–03            | That '70s Show                                        | Bea Sigurdson                        | Vai phụ, 4 tập                                                                  |
| 2003               | The Grim Adventures of Billy and Mandy                | Mrs. Doolin (lồng tiếng)             | Tập: "Who Killed Who?"                                                          |
| 2003               | Gary the Rat                                          | Gary's Mother (lồng tiếng)           | Tập: "This Is Not a Pipe"                                                       |
| 2003               | I'm with Her                                          | Chính bà                             | Tập: "Meet the Parent"                                                          |
| 2003               | Stealing Christmas                                    | Emily Sutton                         | Phim truyền hình                                                                |
| 2003–04            | Everwood                                              | Carol Roberts                        | Tập: "Unhappy Holidays" and "Your Future Awaits"                                |
| 2004               | The Practice                                          | Catherine Piper                      | 3 tập                                                                           |
| 2004               | My Wife and Kids                                      | Mrs. June Hopkins                    | Tập: "The Maid"                                                                 |
| 2004               | Malcolm in the Middle                                 | Sylvia                               | Tập: "Victor's Other Family"                                                    |
| 2004–05            | Complete Savages                                      | Mrs. Riley                           | Tập: "The Man Without a Ball" và "Saving Old Lady Riley"                        |
| 2005               | Joey                                                  | Margaret Bly                         | Tập: "Joey and the House"                                                       |
| 2005               | Annie's Point                                         | Annie Eason                          | Phim truyền hình                                                                |
| 2005–08            | Boston Legal                                          | Catherine Piper                      | Vai chính, 16 tập                                                               |
| 2006               | My Name Is Earl                                       | Mrs. Weezmer                         | Tập: "The Witch Lady"                                                           |
| 2006–09            | The Bold and the Beautiful                            | Ann Douglas                          | Vai phụ, 23 tập                                                                 |
| 2007               | Higglytown Heroes                                     | Grandma (lồng tiếng)                 | Tập: Calling All Heroes                                                         |
| 2007               | Ugly Betty                                            | Chính bà                             | Tập: "Bananas for Betty"                                                        |
| 2009               | 30 Rock                                               | Chính bà                             | Tập: "Stone Mountain"                                                           |
| 2009–10            | Glenn Martin DDS                                      | Grandma Shelia Martin (lồng tiếng)   | Khách mời, 2 tập                                                                |
| 2010               | The Middle                                            | Mrs. Nethercott                      | Tập: "Average Rules"                                                            |
| 2010               | Saturday Night Live                                   | Chính bà                             | Tập: "Betty White/Jay-Z"                                                        |
| 2010               | Community                                             | Professor June Bauer                 | 2 tập                                                                           |
| 2010–15            | Hot in Cleveland                                      | Elka Ostrovsky                       | Vai chính, 128 tập                                                              |
| 2010–13            | Pound Puppies                                         | Agatha McLeish (lồng tiếng)          | Vai chính, 13 tập                                                               |
| 2011               | The Lost Valentine                                    | Caroline Thomas                      | Phim truyền hình                                                                |
| 2012–2014          | Betty White's Off Their Rockers                       | Chính bà                             |                                                                                 |
| 2012               | The Client List                                       | Ruth Hudson                          | Tập: "Past Is Prologue"                                                         |
| 2013               | Save Me                                               | God                                  | Tập: "Holier Than Thou"                                                         |
| 2013               | Mickey Mouse                                          | Old Lady (lồng tiếng)                | Tập: "New York Weenie"                                                          |
| 2014               | The Soul Man                                          | Elka Ostrovsky                       | Tập: "All the Way Live"                                                         |
| 2015               | Saturday Night Live                                   | Grandmother                          | Tập: "Saturday Night Live 40th Anniversary Special"                             |
| 2015               | Bones                                                 | Dr. Beth Mayer                       | Tập: "The Carpals in the Coy-Wolves"                                            |
| 2015               | Fireside Chat with Esther                             | Rose                                 |                                                                                 |
| 2015–nay           | Betty White's Smartest Animals in America             | Chính bà                             | MC                                                                              |
| 2016               | SpongeBob SquarePants                                 | Beatrice (lồng tiếng)                | Tập: "Mall Girl Pearl"                                                          |
| 2016               | Crowded                                               | Sandy                                | Tập: "The Fixer"                                                                |